# Wifisfuneral
Исайя Ривера (англ. Isaiah Rivera, род. 20 марта 1997), более известный под псевдонимом Wifisfuneral — американский рэпер. Стал известным благодаря своим микстейпам Black Heart Revenge, When Hell Falls, Ethernet и Boy Who Cried Wolf. Он подписан на лейблы Alamo Records и Empire Records, а раньше на Interscope Records.

## Ранняя жизнь
Wifisfuneral родился в Бронксе, Нью-Йорке от пуэрто-риканской матери и ямайского отца.

## Карьера
После выпуска из школы и после того, как его выгнали из дома, Исайа начал записывать свои первые песни. В то время он был зависим от аддералла, ксанакса и кокаина. Во время записи микстейпа Black Heart Revenge, у него была передозировка кокаином и аддераллом.
27 января 2017 он выпустил микстейп When Hell Falls.
Исайа также состоял в хип-хоп коллективе Members Only с 2015 до 2017.
В 2018 году Wifisfuneral участвовал в ежегоднем списке фрешменов от XXL.
11 января 2019 он совместно с Robb Banks выпустил совместный микстейп Conn3ct3d.

## Дискография

### Студийные альбомы
- Pain? (2020)

### Микстейпы
- Wifisfuneral 2 (2015)
- Black Heart Revenge (2016)
- When Hell Falls (2017)[11]
- Boy Who Cried Wolf (2017)[12]
- Ethernet Vol. 1 (2018)
- CONN3CT3D (совместно с Robb Banks) (2019)
- Ethernet Vol. 2 (2019)
- Ev3rything Sucks (2019)

### Мини-альбомы
- Wifisfuneral (2014)
- Why Am I Alive? (2014)
- Hunnid Degreez Latino Heat (2015)
- Today, War (2015)
- 18 (2015)
- This is Temporary (2015)
- 19 (2016)
- Last Time Doing Drugs (2018)
- Leave Me The Fuck Alone (2018)